# Jakov Jakovlevič Čerakin
Jakov Jakovlevič Čerakin (rusky Яков Яковлевич Черакин) (18. století? Ruské impérium – 17. listopadu 1768 Nová země) byl kemský rolník, ruský polární mořeplavec, kormidelník, lovec, rybář a objevitel průlivu Matočkin Šar, který odděluje Jižní a Severní ostrov Nové země, k niž se mnohokrát plavil.

## Životopis
Jakov Čerakin původně kemský rolník se již v mládí začal věnovat lovu ryb v Murmanském moři. V následujících letech uskutečnil nejméně deset cest k Nové zemi, kde při lovu ryb i několikrát přezimoval. Při své lovecké výpravě v letech 1766–1767 proplutím a zmapováním dokončil objevy v průlivu Matočkin Šar. Na podzim 1767 se vrátil do Archangelsku, kde předal gubernátorovi hlášení, že dvakrát prošel Novou zemí do jiného moře, zvaného Karské moře, vrátil se do Bílého moře a sestavil plán vlastní rukou.
Archangelská přístavní kancelář se domnívala, že nově objevený průliv by mohl být novou vodní cestou k bohaté Sibiři a snad i na dálný východ. Dne 16. listopadu 1767 petrohradská admiralita přijala tzv. Čerakinův plán, který měl prozkoumat novou vodní cestu. Admiralitou byl archangelský gubernátor A. G. Golovcyn vyzván, aby zajistil námořní expedici. Vedením expedice byl pověřen navigátor Fjodor Rozmyslov, jeho zástupcem a kormidelníkem byl Jakov Čerakin, podnavigátorem expedice byl Matvěj Rubin, dále v expedici byli dva ruští námořníci a devět pomorských lovců. Třístěžňový kočmar expedici poskytl archangelský obchodník Anton Barmin.
Dne 10. července 1768 vypluli z Archangelsku k západnímu ústí průlivu Matočkin Šar, který odděluje Severní a Jižní ostrov Nové země. K ústí připluli 15. srpna 1768. Rozmyslov spolu s Čerakinem zakreslovali nová území do mapy a měřili hloubku vody v průlivu. Ve východním ústí úžiny, v Tulení zátoce a na Dřevěném mysu postavili dvě chaty, kde se expedice rozdělila do dvou skupin a přezimovala. V Tulení zátoce zůstala část expedice pod vedením Rozmyslova, ve skupině zůstal i Čerakin, který s příchodem mrazů vážně onemocněl, ve skupině se objevily také první případy kurdějí. V Rozmyslově deníku bylo nejprve uvedeno, že je Čerakin nemocný. O několik dní později Rozmyslov napsal, že Čerakin je vážně nemocný a nakonec ke dni 17. listopadu 1768 je v deníku uvedeno, že Čerakin ukončil své dlouhodobé utrpení.

## Hrob
V roce 1897 angličtí turisté Pearson a Feilden zakotvili se svou pronajatou jachtou Laura u západního břehu Tulení zátoky, kde si na skalnatém ostrohu všimli velké hromady kamení. Když hromadu rozebrali, našli uvnitř dřevěnou rakev a v ní zachovalou kostru osoby velmi malého vzrůstu. Oba Britové vše vrátili do původního stavu, upevnili víko rakve a opět nad hroby naskládali hromady kamení. Během průzkumu okolí našli dalších šest hrobů, ve kterých byly lidské kostry bez rakví. V blízkosti hrobu s rakví našli kus dřevěné desky s ruským nápisem, kterou vzali s sebou. Později se prokázalo, že na desce byl text toho znění: Zde leží tělo Božího služebníka - Čerakina.

## Památky
- Čerakinův poloostrov na severovýchodě průlivu Matočkin Šar.
- Řeka Čerakin ústící z jihu do průlivu Matočkin Šar.